# Puente de elevación vertical

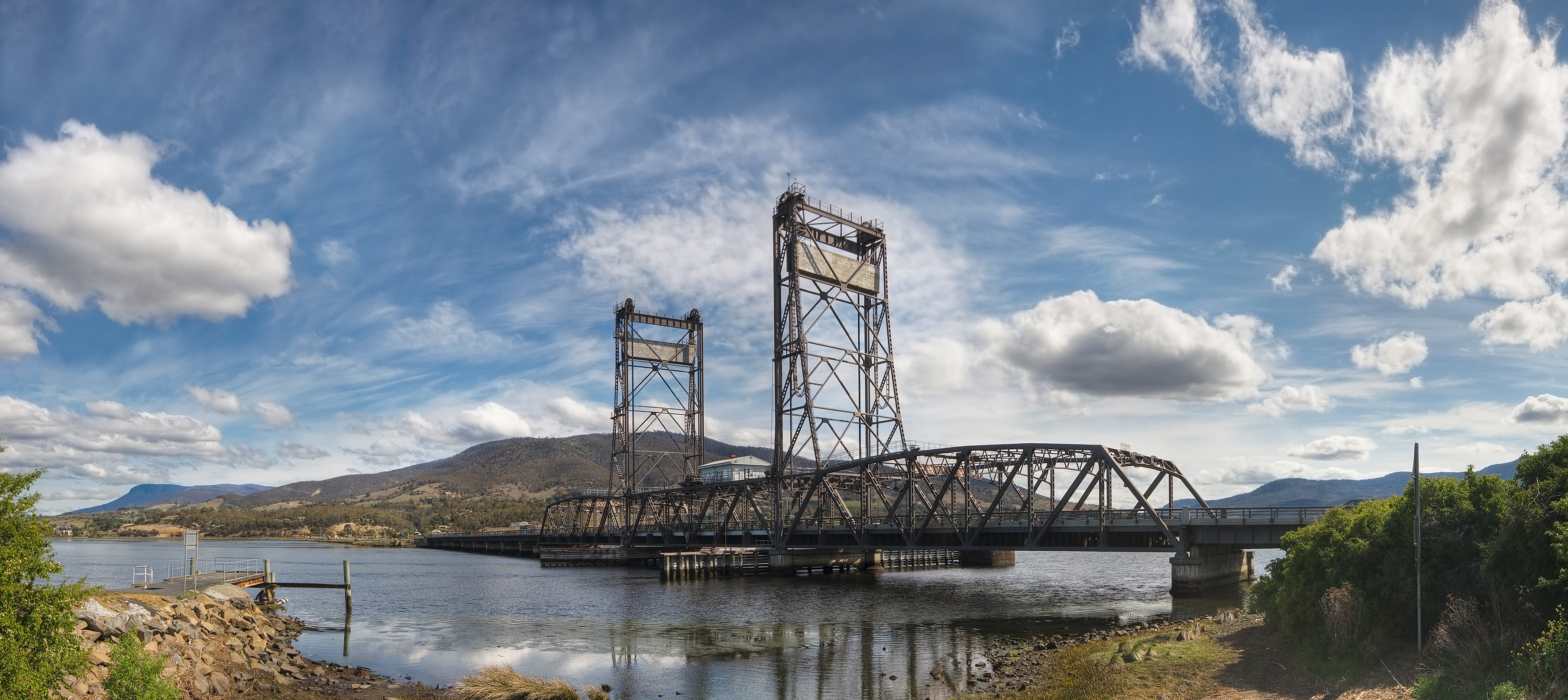
El puente Bridgewater es uno de los últimos puentes de elevación vertical que perduran en Australia.

Un puente de elevación vertical o puente de levante es un tipo de puente móvil en el que la plataforma se eleva de forma vertical y paralela a su posición original. 
Este tipo de puentes ofrecen algunas ventajas en términos económicos respecto a otros tipos de puentes móviles, como el basculante y el balanceador, puesto que tiene un costo menor al construir tramos móviles más largos. Los contrapesos en un desplazamiento vertical son sólo necesarios para equilibrar el peso en la plataforma, mientras que en el caso de un puente bascular han de regularse de forma continua cuando la plataforma se eleva. Por ello se pueden utilizar materiales más pesados lo que le hace especialmente interesante para pasos que requieren una capacidad de carga alta.
Aunque la mayor parte de este tipo de puentes emplean torres, cada una de ellos con contrapesos, algunas usan gatos hidráulicos situados bajo la cubierta. Un ejemplo de este tipo de puentes es el puente en la St Paul Avenue en Milwaukee, EE. UU., de una longitud de 16 m. Otra variante de estos puentes utiliza cilindros balanceadores para elevar la cubierta, con básculas pivotes en la parte de arriba de las torres elevadoras. Un ejemplo de este diseño puede encontrarse en La Salle, Illinois, Estados Unidos.
La mayor desventaja de esta estructura con respecto a otros diseños es el gálibo para el tráfico marítimo, que es limitado.

## Galería de imágenes

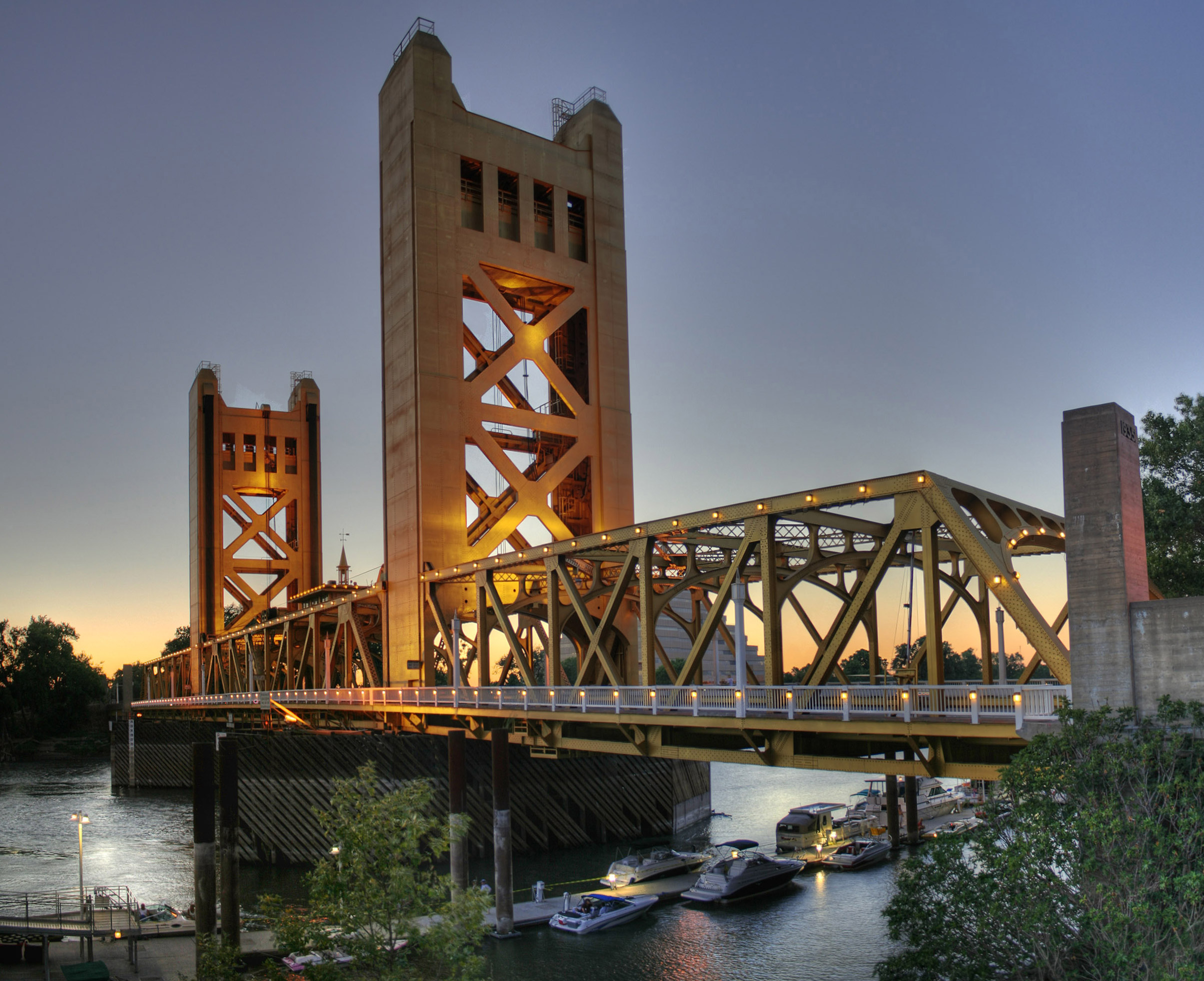
Tower Bridge en Sacramento, California, Estados Unidos.
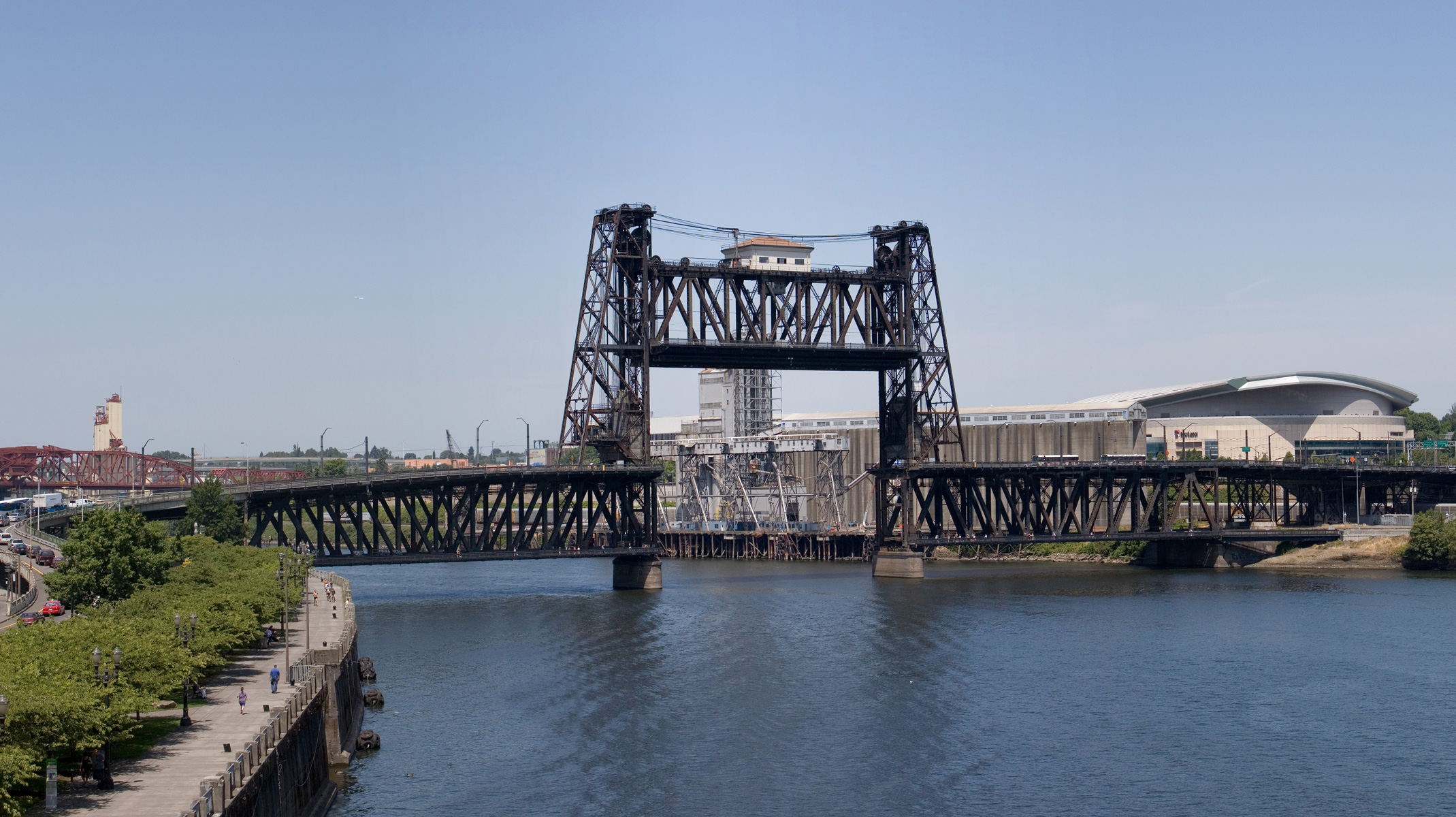
Steel Bridge en Portland, Oregón, Estados Unidos.
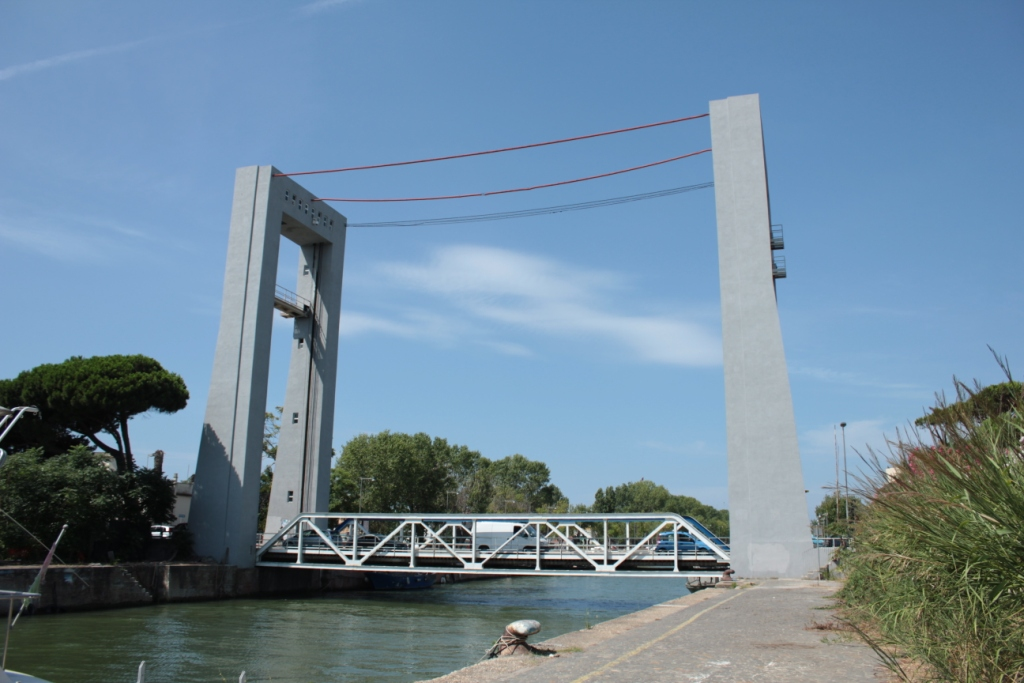
Puente Due Giugno, ubicado en el municipio italiano de Fiumicino.
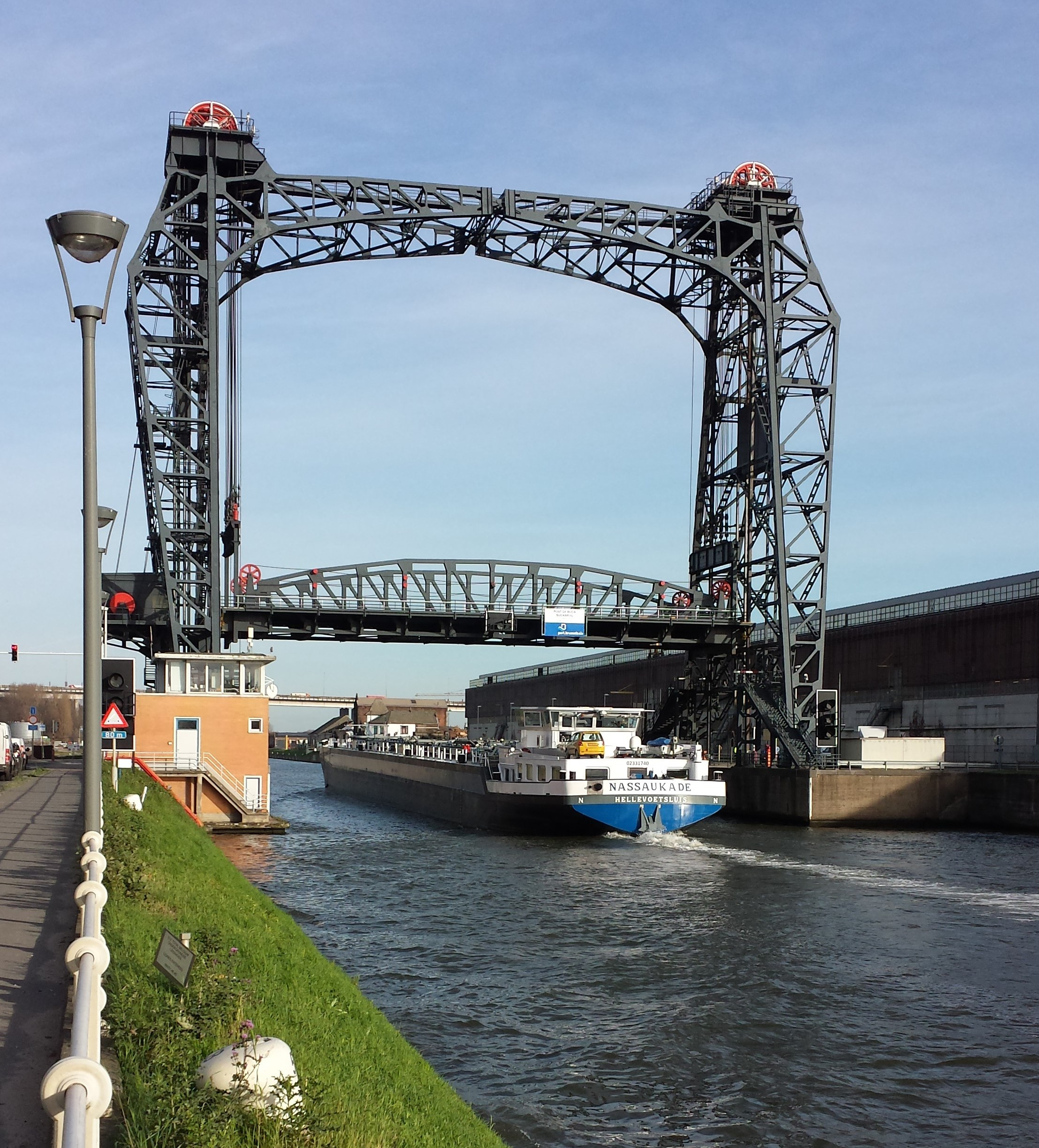
Puente de Buda, que cruza el canal de navegación de Bruselas.
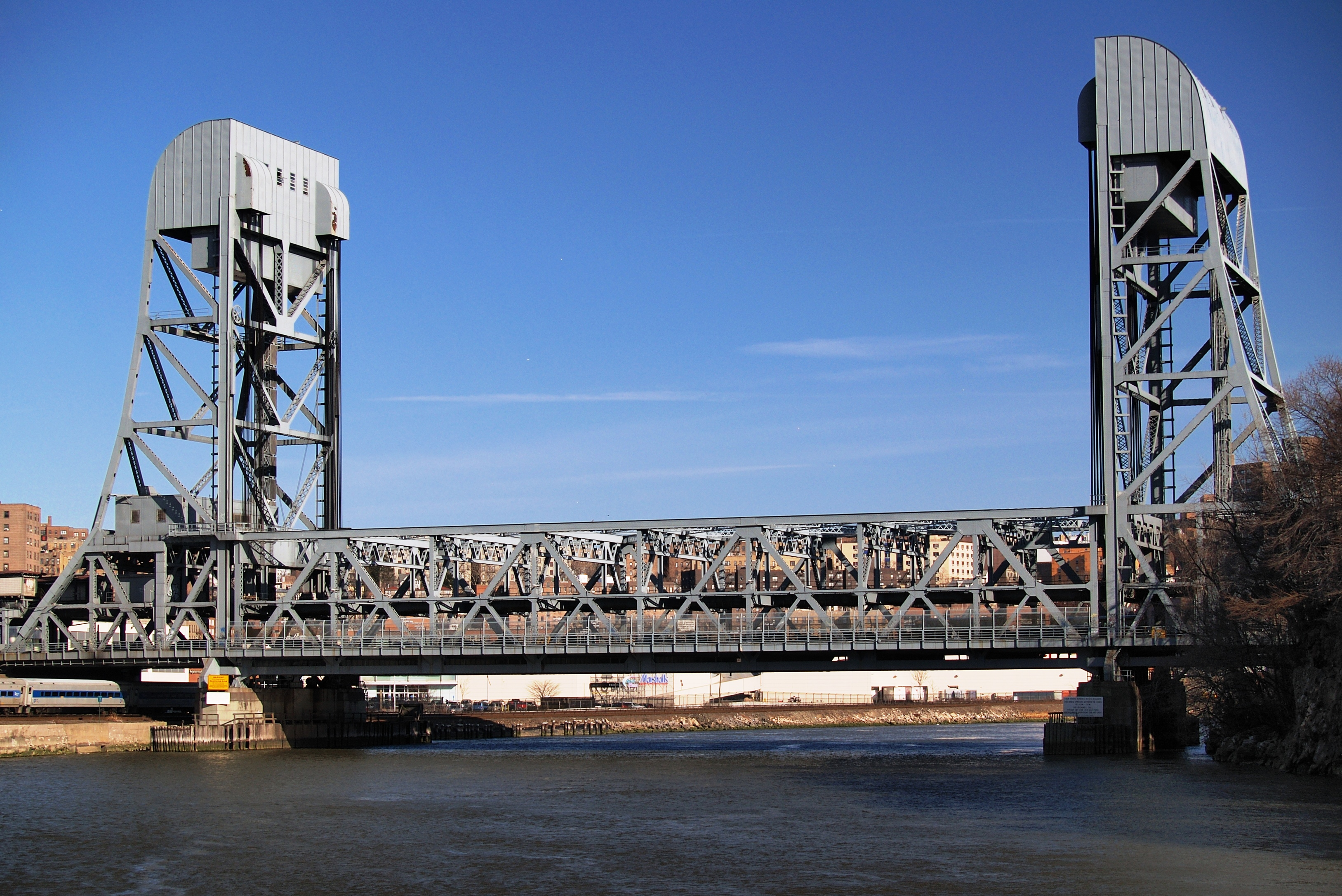
El puente de Broadway en la Ciudad de Nueva York.
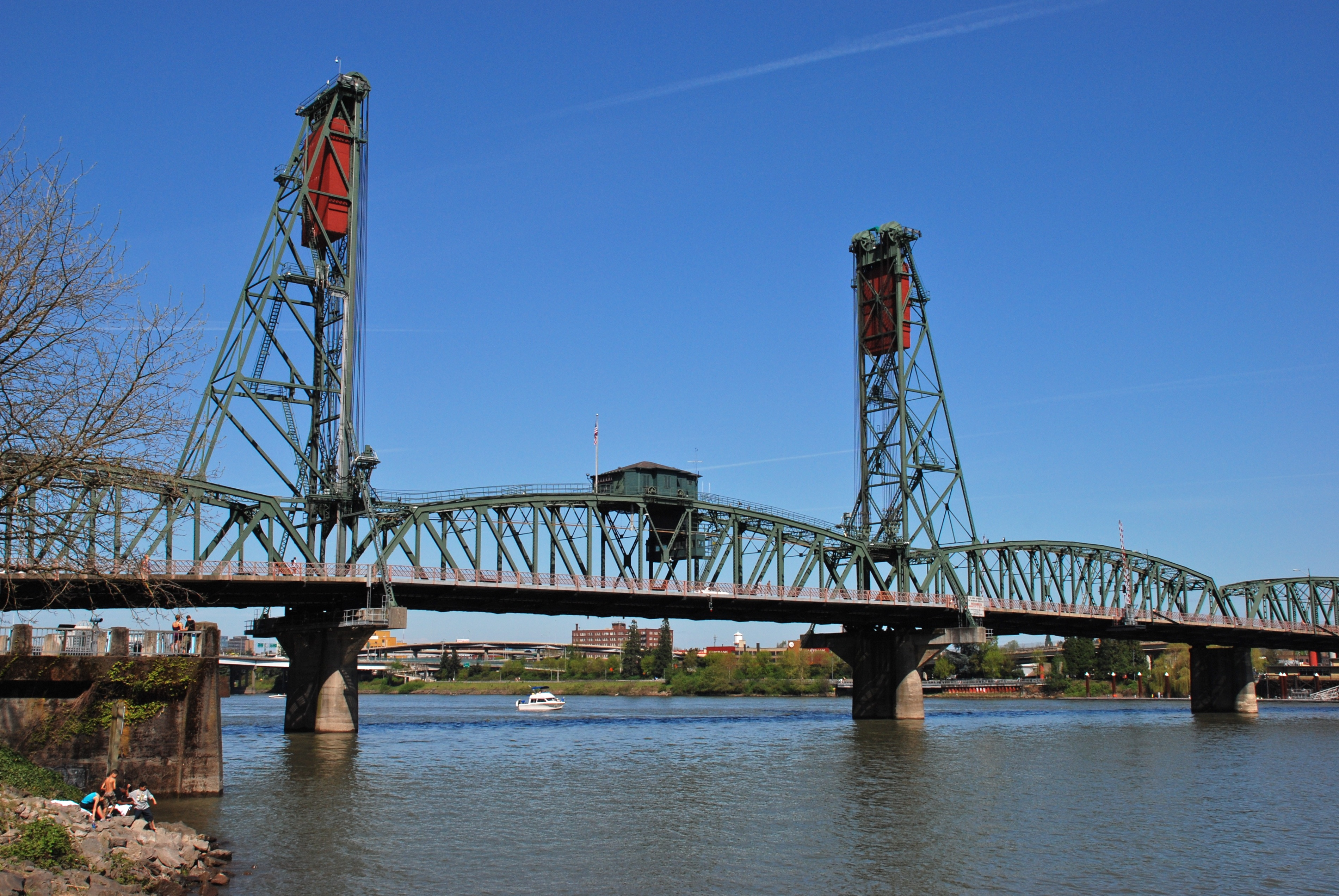
Puente Hawthorne,en Portland, Oregón.
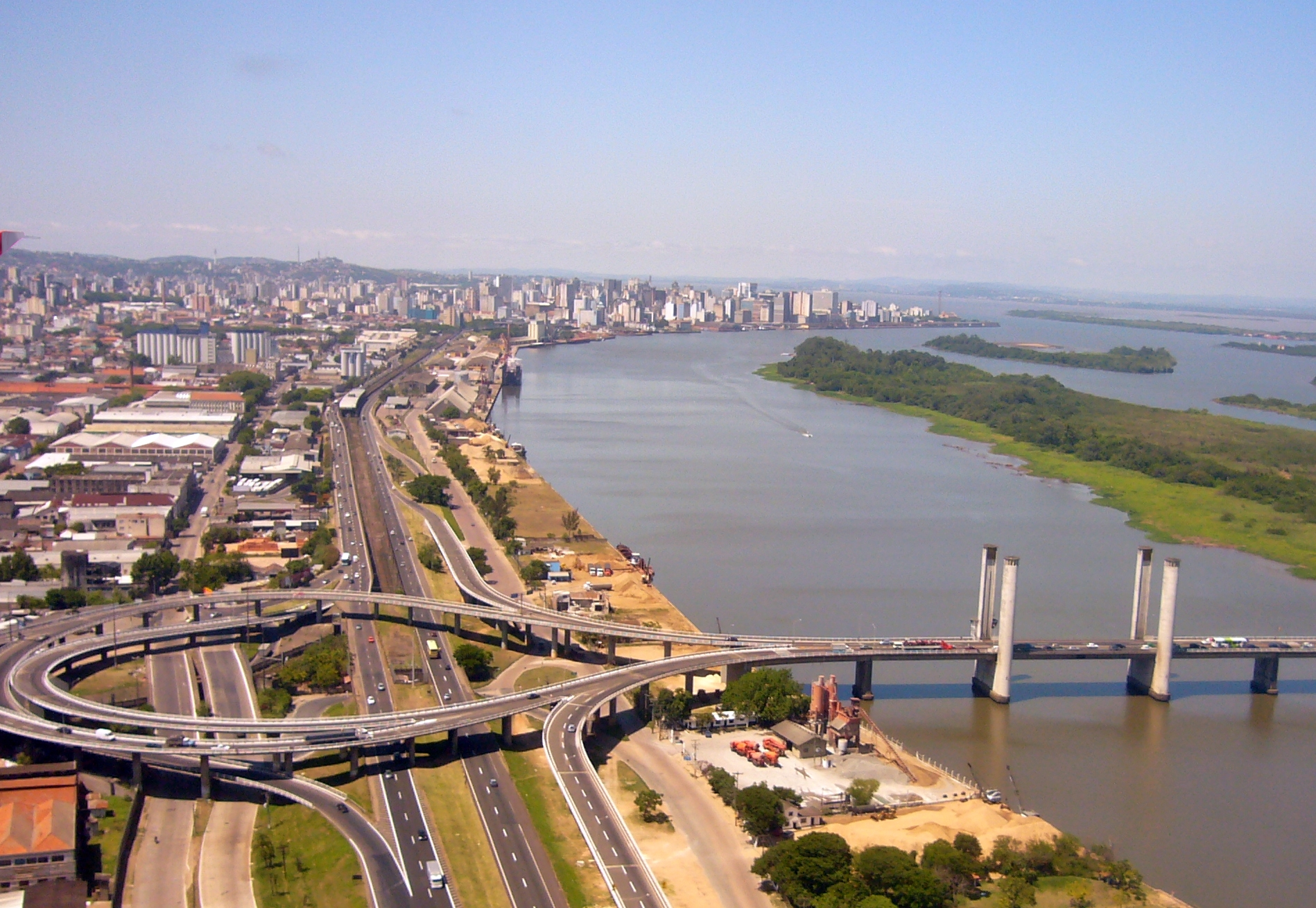
Puente del Lago Guaíba, en Porto Alegre, Brasil.